# Рита Кіндлерова
Рита Кіндлерова (Rita Ida Kindlerová, *1974) — чеська перекладачка сучасної української літератури. Член Чеської асоціації україністів, Товариства новогрецьких студій, Союзу перекладачів. Керівник української секції літературного порталу www.iliteratura.cz.

## Біографія
1994 року вступила на філософський факультет Університету Масарика в Брно (новогрецька та українська філологія). Навчається в аспірантурі в Інституті слов'янських студій у Брно. Проходила стажування в США, Греції, Україні. Працює у Слов'янській бібліотеці у Празі.
Член Комітету з Міжнародної літературно-мистецької премії імені Пантелеймона Куліша.

## Перекладацька діяльність
Чеською переклала такі українські твори:
- Оксана Забужко «Польові дослідження з українського сексу» (2001), «Сестро, сестро» (2006), «Музей покинутих секретів» (2013)
- Збірка українських народних казок і повістей «Помста Олекси Довбуша» (2005)
- Юрій Винничук «Легенди Львова» (2002), «Ги-ги-и» (2009)
- Антологія сучасного українського оповідання «Експрес Україна» (2009),
- Наталка Сняданко «Колекція пристрастей» (2011)
- Словник чесько-українських та українсько-чеських омонімів (2013)

З новогрецької переклала:
- Dorovský, Ivan a kol.: Ilinden je v nás, překlad novořecké části (Společnost přátel jižních Slovanů v ČR, Brno — Boskovice 2003)
- Řečtina — konverzace a slovník, sestavení slovníku (Infoa, Dubicko 2005)
- Řečtina na cesty, překlad ze slovenštiny (Príroda, Bratislava 2005)
- Zografu, Lili: «Prostitutka» (Epaggelma porni; Dybbuk, Praha 2007)

## Нагороди
- Лауреатка міжнародної літературної премії імені Григорія Сковороди «Сад божественних пісень» (2012)